# Moviment quasiperiòdic
Un moviment quasiperiòdic és el tipus d'evolució temporal que presenta un fenomen físic que sense ser periòdic repeteix una vegada i una altra condicions arbitràriament properes a una posició prèvia del sistema. Un fenomen quasiperiòdic "oscil·la" una vegada i una altra mostrant de tant en tant un aspecte similar al que va tenir el sistema prèviament.
Una combinació de dos moviments periòdics purs, tal que el quocient de períodes entre tots dos no sigui un nombre racional és de fet un moviment no periòdic però sí quasiperiòdic.

## Definició formal
Suposem que l'estat físic d'un sistema és representable mitjançant un punt d'un espai mètric {\displaystyle ({\mathcal {S}},d)} o "espai fàsic", suposem que en un determinat instant el sistema es troba en l'estat S0, i fixem una petita distància ε al voltant d'aquest estat, aleshores el conjunt d'estats que difereixen de S 0 tan sols en una petita variació ε es denotarà mitjançant:

{\displaystyle B_{\varepsilon }(S_{0})=\{S\in {\mathcal {S}}|\ d(S,S_{0})<\varepsilon \}}

L'evolució temporal de l'esmentat sistema és quasiperiòdica si:

{\displaystyle \forall \varepsilon \exists T_{\varepsilon }:d(S_{0},S(T_{\varepsilon }))<\varepsilon }

És a dir, per a qualsevol ε existeix un temps T (ε) tal que el sistema estarà a una distància de S0 inferior a ε.
Una propietat interessant dels moviments quasiperiòdics, és que la trajectòria és un conjunt dens en una hipersuperfície topològicament equivalent a un  hipertorus o n-torus:
{\displaystyle \mathbb {T} ^{n}=S^{1}\times S^{1}\times \cdots \times S^{1}}

## Exemples
- Un moviment harmònic complex en general és un moviment quasiperiòdic.
- Les òrbites dels planetes interiors en el sistema solar a primera aproximació són òrbites quasiperiòdiques, no periòdiques a causa del desplaçament del periheli, predit per la relativitat general